# Svetovni pokal v smučarskih skokih 2012
Svetovni pokal v smučarskih skokih 2012 je bila triintrideseta zaporedna sezona svetovnega pokala v smučarskih skokih za moške in prva za ženske. 
Med moškimi je slavil Anders Bardal in osvojil svoj prvi veliki kristalni globus. V posebnem seštevku poletov je zmagovalec postal Robert Kranjec in s tem osvojil svoj drugi mali kristalni globus. V pokalu narodov je slavila Avstrija. 
Med ženskami je prva zmagovalka postala Sarah Hendrickson. Pokal narodov je šel v ZDA. 

## Zmagovalci sezone
- Moški (skupno):
 Anders Bardal
- Smučarski poleti:
 Robert Kranjec
- Novoletna turneja:
 Gregor Schlierenzauer
- Ženske (skupno):
 Sarah Hendrickson
- Pokal narodov (moški):
 Avstrija
- Pokal narodov (ženske):
 ZDA

## Moški

### Koledar tekem
| Datum      | Prizorišče               | Skakalnica                       | Zmagovalec                                                                               | Drugi                                                                                 | Tretji                                                                           |
| ---------- | ------------------------ | -------------------------------- | ---------------------------------------------------------------------------------------- | ------------------------------------------------------------------------------------- | -------------------------------------------------------------------------------- |
| 26.11.2011 | Kuusamo                  | Skakalnica Rukatunturi HS142     | Odpovedano zaradi močnega vetra                                                          | Odpovedano zaradi močnega vetra                                                       | Odpovedano zaradi močnega vetra                                                  |
| 27.11.2011 | Kuusamo                  | Skakalnica Rukatunturi HS142     | Avstrija · Wolfgang Loitzl · Andreas Kofler · Gregor Schlierenzauer · Thomas Morgenstern | Japonska · Džunširo Kobajaši · Šohej Točimoto · Taku Takeuči · Daiki Ito              | Rusija · Dimitrij Vasiljev · Anton Kaliničenko · Roman Trofimov · Denis Kornilov |
| 27.11.2011 | Kuusamo                  | Skakalnica Rukatunturi HS142     | Andreas Kofler                                                                           | Gregor Schlierenzauer                                                                 | Thomas Morgenstern                                                               |
| 3.12.2011  | Lillehammer              | Lysgårdsbakken HS100             | Andreas Kofler                                                                           | Richard Freitag                                                                       | Kamil Stoch                                                                      |
| 4.12.2011  | Lillehammer              | Lysgårdsbakken HS138             | Andreas Kofler                                                                           | Severin Freund Anders Bardal                                                          | -                                                                                |
| 9.12.2011  | Harrachov                | Letalnica Čertak HS142           | Gregor Schlierenzauer                                                                    | Daiki Ito                                                                             | Anders Bardal                                                                    |
| 10.12.2011 | Harrachov                | Letalnica Čertak HS142           | Norveška · Tom Hilde · Bjørn Einar Romøren · Vegard Sklett · Anders Bardal               | Avstrija · Thomas Morgenstern · David Zauner · Andreas Kofler · Gregor Schlierenzauer | Slovenija · Jernej Damjan · Jure Šinkovec · Peter Prevc · Robert Kranjec         |
| 11.12.2011 | Harrachov                | Letalnica Čertak HS142           | Richard Freitag                                                                          | Thomas Morgenstern                                                                    | Severin Freund                                                                   |
| 17.12.2011 | Engelberg                | Gross-Titlis-Schanze HS137       | Anders Bardal                                                                            | Martin Koch                                                                           | Thomas Morgenstern                                                               |
| 18.12.2011 | Engelberg                | Gross-Titlis-Schanze HS137       | Andreas Kofler                                                                           | Kamil Stoch                                                                           | Anders Bardal                                                                    |
| 30.12.2011 | Oberstdorf               | Schattenbergschanze HS137        | Gregor Schlierenzauer                                                                    | Andreas Kofler                                                                        | Thomas Morgenstern                                                               |
| 1.1.2012   | Garmisch-Partenkirchen   | Große Olympiaschanze HS140       | Gregor Schlierenzauer                                                                    | Andreas Kofler                                                                        | Daiki Ito                                                                        |
| 4.1.2012   | Innsbruck                | Bergiselschanze HS130            | Andreas Kofler                                                                           | Gregor Schlierenzauer                                                                 | Taku Takeuchi                                                                    |
| 6.1.2012   | Bischofshofen            | Paul-Ausserleitner-Schanze HS140 | Thomas Morgenstern                                                                       | Anders Bardal                                                                         | Gregor Schlierenzauer                                                            |
| 14.1.2012  | Bad Mitterndorf/Tauplitz | Kulm HS200                       | Odpovedano zaradi močnega vetra in sneženja                                              | Odpovedano zaradi močnega vetra in sneženja                                           | Odpovedano zaradi močnega vetra in sneženja                                      |
| 15.1.2012  | Bad Mitterndorf/Tauplitz | Kulm HS200                       | Robert Kranjec                                                                           | Thomas Morgenstern                                                                    | Anders Bardal                                                                    |
| 15.1.2012  | Bad Mitterndorf/Tauplitz | Kulm HS200                       | Anders Bardal                                                                            | Daiki Ito                                                                             | Kamil Stoch                                                                      |
| 20.1.2012  | Zakopane                 | Wielka Krokiew HS134             | Kamil Stoch                                                                              | Richard Freitag                                                                       | Andreas Kofler                                                                   |
| 21.1.2012  | Zakopane                 | Wielka Krokiew HS134             | Gregor Schlierenzauer                                                                    | Richard Freitag                                                                       | Anders Bardal                                                                    |
| 28.1.2012  | Saporo                   | Skakalnica Okurajama HS134       | Daiki Ito                                                                                | Anders Bardal                                                                         | Kamil Stoch                                                                      |
| 29.1.2012  | Saporo                   | Skakalnica Okurajama HS134       | Daiki Ito                                                                                | Kamil Stoch                                                                           | Andreas Kofler                                                                   |
| 4.2.2012   | Val di Fiemme            | Trampolino dal Ben HS134         | Gregor Schlierenzauer                                                                    | Severin Freund                                                                        | Thomas Morgenstern                                                               |
| 5.2.2012   | Val di Fiemme            | Trampolino dal Ben HS134         | Kamil Stoch                                                                              | Gregor Schlierenzauer                                                                 | Anders Bardal                                                                    |
| 11.2.2012  | Willingen                | Mühlenkopfschanze HS145          | Norveška · Anders Fannemel · Rune Velta · Vegard Sklett · Anders Bardal                  | Avstrija · Martin Koch · Andreas Kofler · Thomas Morgenstern · Gregor Schlierenzauer  | Nemčija · Maximilian Mechler · Andreas Wank · Severin Freund · Richard Freitag   |
| 12.2.2012  | Willingen                | Mühlenkopfschanze HS145          | Anders Bardal                                                                            | Roman Koudelka                                                                        | Daiki Ito                                                                        |
| 15.2.2012  | Klingenthal              | Vogtland Arena HS140             | Odpovedano zaradi močnega vetra                                                          | Odpovedano zaradi močnega vetra                                                       | Odpovedano zaradi močnega vetra                                                  |
| 18.2.2012  | Oberstdorf               | Letalnica Heini Klopfer HS213    | Martin Koch                                                                              | Daiki Ito                                                                             | Simon Ammann                                                                     |
| 19.2.2012  | Oberstdorf               | Letalnica Heini Klopfer HS213    | Slovenija · Jurij Tepeš · Jure Šinkovec · Peter Prevc · Robert Kranjec                   | Avstrija · Thomas Morgenstern · Martin Koch · Andreas Kofler · Gregor Schlierenzauer  | Norveška · Anders Fannemel · Rune Velta · Tom Hilde · Anders Bardal              |
| 3.3.2012   | Lahti                    | Salpausselkä HS130               | Odpovedano zaradi močnega vetra                                                          | Odpovedano zaradi močnega vetra                                                       | Odpovedano zaradi močnega vetra                                                  |
| 3.3.2012   | Lahti                    | Salpausselkä HS97                | Avstrija · Thomas Morgenstern · Gregor Schlierenzauer · Martin Koch · Andreas Kofler     | Nemčija · Andreas Wank · Maximilian Mechler · Severin Freund · Richard Freitag        | Poljska · Maciej Kot · Klemens Murańka · Aleksander Zniszczoł · Kamil Stoch      |
| 4.3.2012   | Lahti                    | Salpausselkä HS130               | Odpovedano zaradi močnega vetra                                                          | Odpovedano zaradi močnega vetra                                                       | Odpovedano zaradi močnega vetra                                                  |
| 4.3.2012   | Lahti                    | Salpausselkä HS97                | Daiki Ito                                                                                | Anders Bardal                                                                         | Lukáš Hlava                                                                      |
| 8.3.2012   | Trondheim                | Granåsen HS140                   | Daiki Ito                                                                                | Richard Freitag                                                                       | Simon Ammann                                                                     |
| 11.3.2012  | Oslo                     | Holmenkollen HS134               | Martin Koch                                                                              | Severin Freund                                                                        | Robert Kranjec                                                                   |
| 16.3.2012  | Planica                  | Letalnica bratov Gorišek HS215   | Robert Kranjec                                                                           | Simon Ammann                                                                          | Martin Koch                                                                      |
| 17.3.2012  | Planica                  | Letalnica bratov Gorišek HS215   | Avstrija · Thomas Morgenstern · Andreas Kofler · Gregor Schlierenzauer · Martin Koch     | Norveška · Rune Velta · Anders Fannemel · Bjørn Einar Romøren · Anders Bardal         | Nemčija · Maximilian Mechler · Severin Freund · Andreas Wank · Richard Freitag   |
| 18.3.2012  | Planica                  | Letalnica bratov Gorišek HS215   | Martin Koch                                                                              | Simon Ammann                                                                          | Robert Kranjec                                                                   |

### Skupne uvrstitve

#### Posamično
| Poz | Skakalec              | Točke |
| --- | --------------------- | ----- |
| 1.  | Anders Bardal         | 1325  |
| 2.  | Gregor Schlierenzauer | 1267  |
| 3.  | Andreas Kofler        | 1203  |
| 4.  | Daiki Ito             | 1131  |
| 5.  | Kamil Stoch           | 1078  |
| 6.  | Richard Freitag       | 1031  |
| 7.  | Thomas Morgenstern    | 1014  |
| 8.  | Severin Freund        | 857   |
| 9.  | Robert Kranjec        | 829   |
| 10. | Roman Koudelka        | 796   |
| 11. | Simon Ammann          | 731   |
| 12. | Martin Koch           | 690   |
| 13. | Taku Takeuči          | 429   |
| 14. | Lukáš Hlava           | 404   |
| 15. | Peter Prevc           | 400   |
| 16. | Vegard Sklett         | 343   |
| 17. | Rune Velta            | 311   |
| 18. | Anssi Koivuranta      | 283   |
| 19. | Piotr Żyła            | 267   |
| 20. | Denis Kornilov        | 251   |
| 21. | Michael Neumayer      | 236   |
| 22. | Andreas Wank          | 227   |
| 23. | David Zauner          | 216   |
| 24. | Jurij Tepeš           | 204   |

| Poz | Skakalec             | Točke |
| --- | -------------------- | ----- |
| 25. | Anders Fannemel      | 185   |
|     | Jakub Janda          | 185   |
| 27. | Maximilian Mechler   | 180   |
| 28. | Jure Šinkovec        | 163   |
| 29. | Tom Hilde            | 158   |
| 30. | Wolfgang Loitzl      | 154   |
| 31. | Janne Happonen       | 152   |
| 32. | Bjørn Einar Romøren  | 151   |
| 33. | Jernej Damjan        | 149   |
| 34. | Sebastian Colloredo  | 141   |
| 35. | Maciej Kot           | 108   |
| 36. | Stephan Hocke        | 107   |
| 37. | Andreas Stjernen     | 92    |
| 38. | Andrea Morassi       | 90    |
| 39. | Dimitrij Vasiljev    | 84    |
| 40. | Johan Remen Evensen  | 72    |
| 41. | Manuel Fettner       | 71    |
| 42. | Michael Hayböck      | 70    |
| 43. | Kenneth Gangnes      | 68    |
| 44. | Jaka Hvala           | 66    |
| 45. | Atle Pedersen Rønsen | 61    |
|     | Vladimir Sografski   | 61    |
| 47. | Aleksander Zniszczoł | 60    |
| 48. | Juta Vatase          | 58    |

| Poz | Skakalec                 | Točke |
| --- | ------------------------ | ----- |
| 49. | Matti Hautamäki          | 51    |
| 50. | Krzysztof Miętus         | 49    |
| 51. | Noriaki Kasai            | 45    |
| 52. | Džunširo Kobajaši        | 40    |
|     | Jan Matura               | 40    |
| 54. | Vincent Descombes Sevoie | 39    |
| 55. | Dejan Judež              | 34    |
| 56. | Klemens Murańka          | 26    |
| 57. | Šohej Točimoto           | 23    |
| 58. | Marco Grigoli            | 22    |
| 59. | Olli Muotka              | 21    |
| 60. | Anton Kaliničenko        | 20    |
| 61. | Nejc Dežman              | 17    |
| 62. | Johan Martin Brandt      | 14    |
| 63. | Dimitrij Ipatov          | 13    |
| 64. | Nicolas Mayer            | 11    |
| 65. | Martin Schmitt           | 8     |
| 66. | Emmanuel Chedal          | 7     |
| 67. | Felix Schoft             | 6     |
| 68. | MacKenzie Boyd-Clowes    | 5     |
| 69. | Sami Niemi               | 4     |
| 70. | Martin Cikl              | 3     |
| 71. | Markus Eisenbichler      | 1     |
|     | Fumihisa Jumoto          | 1     |

#### Svetovni pokal v poletih
| Poz | Skakalec              | Točke |
| --- | --------------------- | ----- |
| 01. | Robert Kranjec        | 355   |
| 02. | Martin Koch           | 302   |
| 03. | Simon Ammann          | 278   |
| 04. | Daiki Ito             | 275   |
| 05. | Anders Bardal         | 212   |
| 06. | Kamil Stoch           | 193   |
| 07. | Thomas Morgenstern    | 178   |
| 08. | Gregor Schlierenzauer | 168   |
| 09. | Severin Freund        | 153   |
| 10. | Roman Koudelka        | 124   |
| 11. | Richard Freitag       | 116   |
| 12. | Andreas Kofler        | 111   |
| 13. | Taku Takeuči          | 083   |
| 14. | Rune Velta            | 073   |

#### Pokal narodov
| Poz | Država    | Točke |
| --- | --------- | ----- |
| 01. | Avstrija  | 6935  |
| 02. | Norveška  | 4530  |
| 03. | Nemčija   | 4353  |
| 04. | Slovenija | 3412  |
| 05. | Japonska  | 2827  |
| 06. | Poljska   | 2638  |
| 07. | Češka     | 2178  |
| 08. | Rusija    | 0918  |
| 09. | Švica     | 0753  |
| 10. | Finska    | 0611  |
| 11. | Italija   | 0231  |
| 12. | Bolgarija | 0061  |
| 13. | Francija  | 0057  |
| 14. | Kanada    | 0005  |

## Ženske

### Koledar tekem
| Datum     | Prizorišče        | Skakalnica                | Zmagovalka                        | Druga                             | Tretja                            |
| --------- | ----------------- | ------------------------- | --------------------------------- | --------------------------------- | --------------------------------- |
| 3.12.2011 | Lillehammer       | Skakalnica Lysgårds HS100 | Sarah Hendrickson                 | Coline Mattel                     | Melanie Faißt                     |
| 6.1.2012  | Schonach          | Langenwaldschanze HS106   | Odpovedano zaradi močnega vetra   | Odpovedano zaradi močnega vetra   | Odpovedano zaradi močnega vetra   |
| 7.1.2012  | Hinterzarten      | Rothaus-Schanze HS108     | Sabrina Windmüller                | Lindsey Van                       | Lisa Demetz                       |
| 8.1.2012  | Hinterzarten      | Rothaus-Schanze HS108     | Sarah Hendrickson                 | Sara Takanaši                     | Jessica Jerome                    |
| 14.1.2012 | Val di Fiemme     | Trampolino dal Ben HS106  | Sarah Hendrickson                 | Daniela Iraschko                  | Anette Sagen                      |
| 15.1.2012 | Val di Fiemme     | Trampolino dal Ben HS106  | Sarah Hendrickson                 | Daniela Iraschko                  | Ulrike Gräßler                    |
| 28.1.2012 | Szczyrk           | Skakalnica Skalite HS106  | Prestavljeno zaradi močnega vetra | Prestavljeno zaradi močnega vetra | Prestavljeno zaradi močnega vetra |
| 29.1.2012 | Szczyrk           | Skakalnica Skalite HS106  | Prestavljeno zaradi močnega vetra | Prestavljeno zaradi močnega vetra | Prestavljeno zaradi močnega vetra |
| 4.2.2012  | Hinzenbach        | Aigner-Schanze HS 94      | Daniela Iraschko                  | Sarah Hendrickson                 | Katja Požun                       |
| 5.2.2012  | Hinzenbach        | Aigner-Schanze HS 94      | Daniela Iraschko                  | Sarah Hendrickson                 | Lindsey Van                       |
| 11.2.2012 | Ljubno ob Savinji | Logarska Dalina HS 95     | Sarah Hendrickson                 | Sara Takanaši                     | Daniela Iraschko                  |
| 12.2.2012 | Ljubno ob Savinji | Logarska Dalina HS 95     | Sarah Hendrickson                 | Sara Takanaši                     | Jacqueline Seifriedsberger        |
| 3.3.2012  | Jamagata/Zao      | Zaoh HS 100               | Sarah Hendrickson                 | Sara Takanaši                     | Daniela Iraschko                  |
| 3.3.2012  | Jamagata/Zao      | Zaoh HS 100               | Sara Takanaši                     | Sarah Hendrickson                 | Ulrike Gräßler                    |
| 4.3.2012  | Jamagata/Zao      | Zaoh HS 100               | Sarah Hendrickson                 | Sara Takanaši                     | Daniela Iraschko                  |
| 9.3.2012  | Oslo              | Midtstubakken HS106       | Sarah Hendrickson                 | Sara Takanaši                     | Anette Sagen                      |

### Skupne uvrstitve

#### Posamično
| Poz | Skakalka                   | Točke |
| --- | -------------------------- | ----- |
| 01. | Sarah Hendrickson          | 1169  |
| 02. | Daniela Iraschko           | 0734  |
| 03. | Sara Takanaši              | 0639  |
| 04. | Ulrike Gräßler             | 0546  |
| 05. | Lindsey Van                | 0482  |
| 06. | Anette Sagen               | 0454  |
| 07. | Katja Požun                | 0422  |
| 08. | Melanie Faißt              | 0409  |
| 09. | Jessica Jerome             | 0385  |
| 10. | Coline Mattel              | 0328  |
| 11. | Jacqueline Seifriedsberger | 0327  |
| 12. | Maja Vtič                  | 0272  |
| 13. | Evelyn Insam               | 0267  |
| 14. | Line Jahr                  | 0255  |
| 15. | Svenja Würth               | 0191  |
| 16. | Anna Häfele                | 0181  |
| 17. | Špela Rogelj               | 0165  |

| Poz | Skakalka           | Točke |
| --- | ------------------ | ----- |
| 18. | Ajumi Vatase       | 0145  |
| 19. | Julia Clair        | 0132  |
| 20. | Sabrina Windmüller | 0130  |
|     | Juki Ito           | 0130  |
| 22. | Lisa Demetz        | 0120  |
| 23. | Kaori Ivabuči      | 0119  |
| 24. | Jošiko Kasai       | 0116  |
| 25. | Abby Hughes        | 0109  |
| 26. | Maren Lundby       | 0103  |
| 27. | Carina Vogt        | 0096  |
| 28. | Katharina Althaus  | 0095  |
| 29. | Julia Kykkänen     | 0080  |
| 30. | Urša Bogataj       | 0075  |
| 31. | Alissa Johnson     | 0073  |
|     | Elena Runggaldier  | 0073  |
| 33. | Irina Taktajeva    | 0064  |
| 34. | Acuko Tanaka       | 0057  |
| 35. | Wendy Vuik         | 0054  |

| Poz | Skakalka             | Točke |
| --- | -------------------- | ----- |
| 36. | Juliane Seyfarth     | 0051  |
| 37. | Jurina Jamada        | 0045  |
| 38. | Léa Lemare           | 0035  |
| 39. | Katharina Keil       | 0032  |
| 40. | Ramona Straub        | 0026  |
| 41. | Lucie Míková         | 0024  |
| 42. | Sonja Schoitsch      | 0023  |
| 43. | Synne Steen Hansen   | 0015  |
| 44. | Michaela Doleželová  | 0012  |
|     | Cornelia Roider      | 0012  |
| 46. | Taylor Henrich       | 0008  |
| 47. | Roberta D’Agostina   | 0006  |
| 48. | Veronika Zobel       | 0005  |
| 49. | Anastazija Gladiševa | 0003  |
| 50. | Vladěna Pustková     | 0002  |
|     | Natalie Dejmkova     | 0002  |
| 52. | Gyda Enger           | 0001  |
|     | Jenna Mohr           | 0001  |

#### Pokal narodov
| Poz | Država     | Točke |
| --- | ---------- | ----- |
| 01. | ZDA        | 2228  |
| 02. | Nemčija    | 1601  |
| 03. | Japonska   | 1251  |
| 04. | Avstrija   | 1173  |
| 05. | Slovenija  | 0934  |
| 06. | Norveška   | 0828  |
| 07. | Francija   | 0495  |
| 08. | Italija    | 0466  |
| 09. | Švica      | 0130  |
| 10. | Finska     | 0080  |
| 11. | Rusija     | 0067  |
| 12. | Nizozemska | 0054  |
| 13. | Češka      | 0040  |
| 14. | Kanada     | 0008  |